# Arthur Cayley
Arthur Cayley (Richmond, 16. kolovoza 1821. – Cambridge, 26. siječnja 1895.) bio je znameniti britanski matematičar. Njegov se rad većinom temeljio na području algebre. Smatra se jednim od osnivača Britanske škole čiste matematike.
Cayley se već u djetinjstvu zanimao za matematiku. Upisao je koledž Trinity, u Cambridgeu, a tamo se istaknuo u grčkom, francuskom, njemačkom, talijanskom, ali i u matematici. Radio je kao odvjetnik 14 godina.
Jedan od njegovih najvažnijih rezultata, Cayley-Hamiltonov teorem, koji kaže da je svaka kvadratna matrica korijen svojeg karakterističnog polinoma, odnosno da se u njemu poništava, te je tu tvrdnju dokazao za matrice reda 2 i 3. Zanimljivo, Cayley je prvi definirao grupu, algebarsku strukturu koja je temelj za proučavanje strukture realnih i kompleksnih brojeva, ali i tzv. grupa simetrija, itd. U njegovu čast, reprezentacija konačnih grupa danas je poznata kao Cayleyjeva tablica.

## Djetinjstvo
Arthur Cayley rodio se 16. kolovoza 1821. u Richmondu, gradiću jugozapadno od Londona. Njegov otac bio je Henry Cayley koji je bio trgovac, a majka Maria Antonia Doughty je, prema nekim izvorima, bila Ruskinja, iako prezime sugerira englesko podrijetlo. Cayley je prvih osam godina svoga života proveo u Sankt Petersburgu, u Rusiji.
1829. s roditeljima seli u Blackheath, mjestu blizu Londona. Arthur je pohađao privatnu školu, a s 14 godina poslan je u King's College School. Ravnatelj škole uočio je Cayleyjev matematički genij te je nagovorio Cayleyjeva oca da odustane od nakane da mu sin postane trgovcem, već je poslao Arthura da studira na prestižnom Sveučilištu u Cambridgeu.